# 3756 Ruscannon
3756 Ruscannon је астероид главног астероидног појаса са средњом удаљеношћу од Сунца која износи 2,419 астрономских јединица (АЈ).
Апсолутна магнитуда астероида је 13,5.